# Memory (2023)
Memory is een Mexicaans-Amerikaanse dramafilm uit 2023, geschreven en geregisseerd door Michel Franco. De hoofdrollen worden vertolkt door Jessica Chastain en Peter Sarsgaard.

## Verhaal
De alleenstaande moeder Sylvia is een maatschappelijk werkster die zich bezig houdt met volwassenen met mentale problemen. Ze leidt een eenvoudig en gestructureerd leven met haar dochter, haar baan en haar AA-bijeenkomsten. Dit leven wordt overhoop gehaald wanneer ze Saul ontmoet op hun middelbare schoolreünie en hij haar volgt naar huis. Deze ontmoeting zal een diepe impact op hen beiden hebben, aangezien ze samen heel wat herinneringen aan vroeger hebben.

## Rolverdeling
| Acteur           | Personage |
| ---------------- | --------- |
| Jessica Chastain | Sylvia    |
| Peter Sarsgaard  | Saul      |
| Brooke Timber    | Anna      |
| Merritt Wever    | Olivia    |
| Elsie Fisher     | Sara      |
| Jessica Harper   | Samantha  |
| Josh Charles     | Isaac     |

## Productie
De film werd geproduceerd door Michel Franco en Eréndira Núñez Larios voor Teorema en Alex Orlovsky en Duncan Montgomery voor High Frequency Entertainment, in samenwerking met Screen Capital/Screen One, Case Study Films en de streamingdienst Mubi. Peter Sarsgaard kwam er pas na de filmopnames achter dat het zijn co-ster Jessica Chastain was die hem had voorgedragen voor de rol van Saul.

### Filmopnames
De filmopnames werden in mei 2022 in New York afgerond. De film werd op een ongebruikelijke manier opgenomen. De meeste scènes werden in een lange, ononderbroken shot gedaan en sommige scènes werden maar een keer opgenomen.

## Release en ontvangst
Memory ging op 8 september 2023 in première op het Filmfestival van Venetië in de competitie voor de Gouden Leeuw. De film kreeg overwegend positieve kritieken van de filmcritici, met een score van 86% op Rotten Tomatoes, gebaseerd op 119 beoordelingen.

## Prijzen en nominaties
De belangrijkste:
| Jaar | Prijs                          | Categorie                     | Genomineerde(n)  | Uitslag     |
| ---- | ------------------------------ | ----------------------------- | ---------------- | ----------- |
| 2024 | Film Independent Spirit Awards | Beste hoofdrol                | Jessica Chastain | Genomineerd |
| 2023 | Filmfestival van Venetië       | Gouden Leeuw                  | Michel Franco    | Genomineerd |
| 2023 | Filmfestival van Venetië       | Coppa Volpi voor beste acteur | Peter Sarsgaard  | Gewonnen    |